# Josef Söhngen
Josef Söhngen (* 17. August 1894 in München; † 12. März 1970 ebenda) war ein deutscher Buchhändler, der zum Umfeld der Weißen Rose gehörte.

## Werdegang
Josef Söhngen übernahm 1929 die Buchhandlung L. Werner in München, die er auch 1942/1943 leitete.
Söhngen hatte der Weißen Rose seinen Keller als Versteck für die Flugblätter und auch den Vervielfältigungsapparat  zur Verfügung gestellt. Im Dezember 1942 bot er Hans Scholl bei einer Unterredung an, Kontakt zu dem auf Capri lebenden Antifaschisten Giovanni Stepanow herzustellen. Ein Treffen kam aber nicht zustande. Am 16. März 1943 wurde Söhngen erstmals von der Gestapo verhört; im Anschluss an ein erneutes Verhör am 13. April 1943 erfolgte die Verhaftung. In seiner ersten Vernehmung hatte er nur zugegeben, dass Hans Scholl seit zwei Jahren Kunde war und es Gespräche über die von ihm gekauften Bücher gegeben hatte.
Der Prozess gegen Josef Söhngen, Harald Dohrn, Manfred  Eickemeyer und Wilhelm Geyer fand am 13. Juli 1943 in München vor dem Sondergericht 2 beim Landgericht statt; Söhngen wurde zu sechs Monaten Haft verurteilt. Es war der Tag, da Alexander Schmorell und Professor Kurt Huber durch das Fallbeil hingerichtet wurden.